# جوش تومسون
جوش تومسون (بالإنجليزية: Josh Thompson)‏ (25 فبراير 1991 ببولتن في المملكة المتحدة - ) هو لاعب كرة قدم بريطاني في مركز الدفاع. شارك مع منتخب إنجلترا تحت 19 سنة لكرة القدم. أما مع النوادي، فقد لعب مع ستوكبورت كونتي وكولتشستر يونايتد ونادي بورتسموث ونادي بيتربورو يونايتد ونادي ترانمير روفرز لكرة القدم ونادي تشيسترفيلد ونادي روتشديل ونادي ساوثبورت ونادي سلتيك.

## وصلات خارجية
- جوش تومسون على موقع الاتحاد الأوربي (الإنجليزية)
- جوش تومسون على موقع قاعدة بيانات كرة القدم.إي يو (الإنجليزية)
- جوش تومسون على موقع Soccerbase.com (لاعب) (الإنجليزية)